# إلسينوة أفوكادية
الإلسينوة الأفوكادية (الاسم العلمي:Elsinoe perseae) هي نوع من الفطريات تتبع جنس الإلسينوة من الفصيلة الإلسينوية.